# Dendrocerus conwentziae
Dendrocerus conwentziae är en stekelart som beskrevs av Charles Joseph Gahan 1919. Dendrocerus conwentziae ingår i släktet Dendrocerus och familjen trefåresteklar. Inga underarter finns listade i Catalogue of Life.